# Ståhlboms kvarn

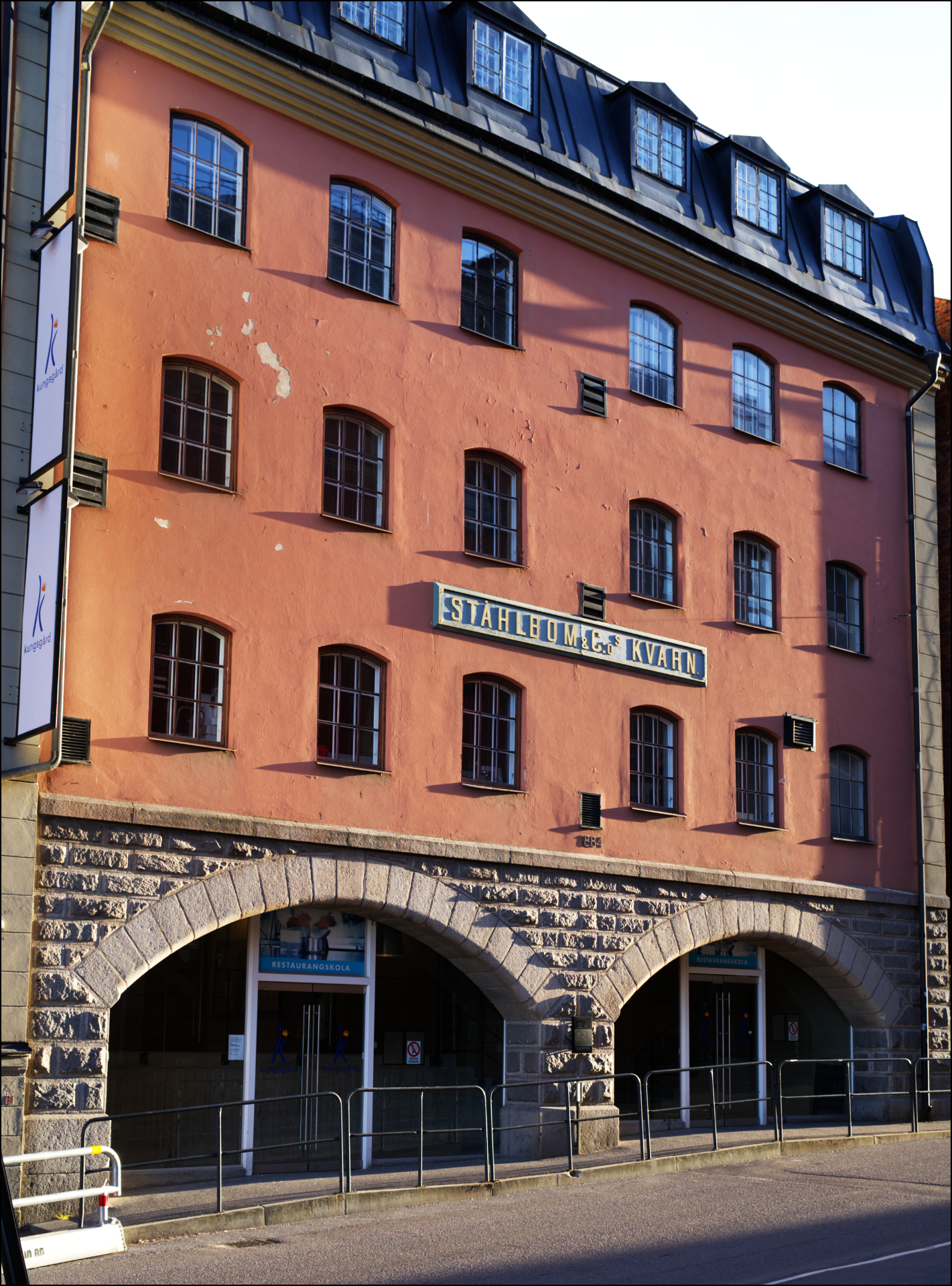
Kvarnbyggnaden, fasad mot Vätgötegatan.

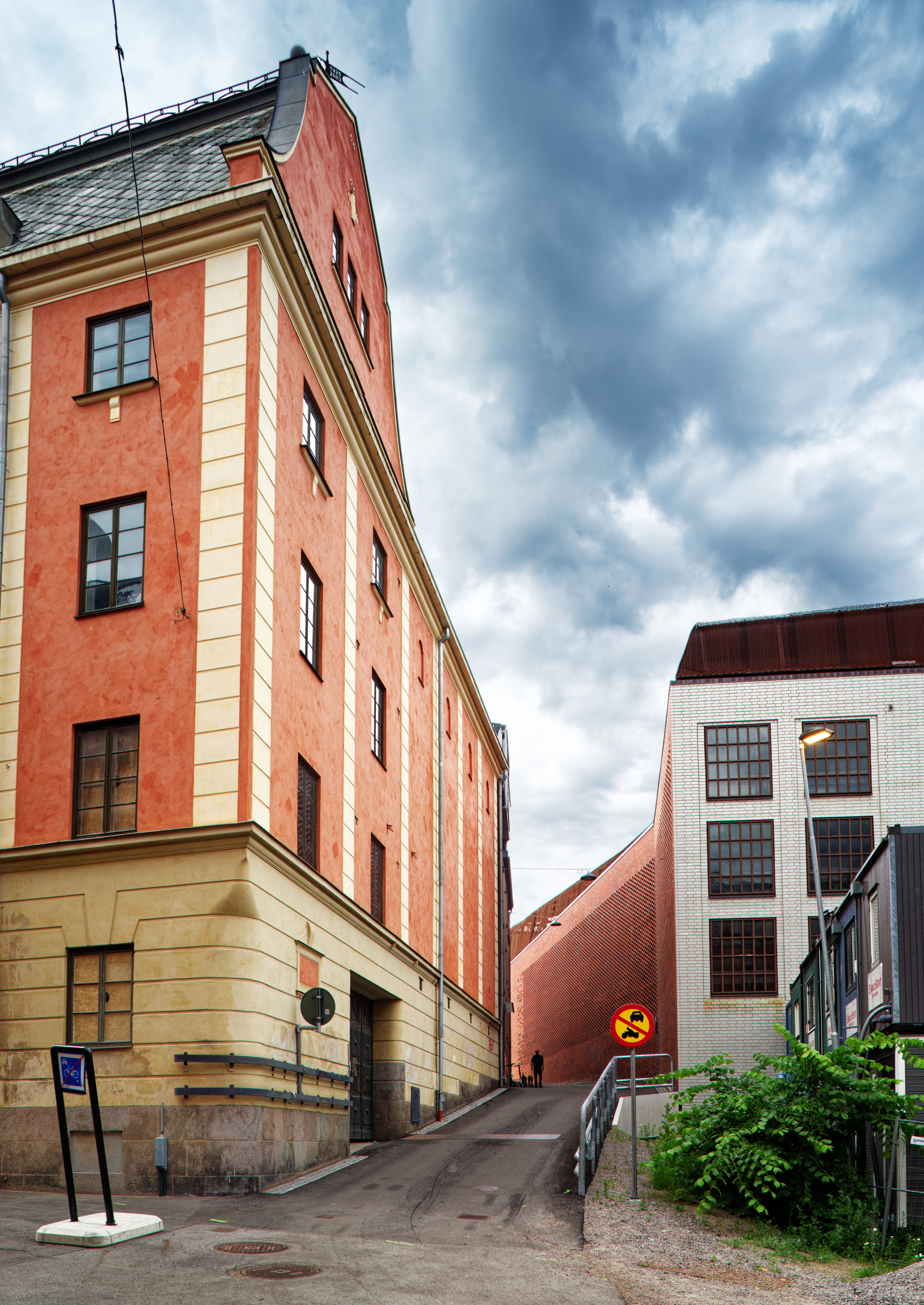
Ståhlboms silobyggnad.

På platsen har kvarnverksamhet funnits sedan tidig medeltid. Det står ännu Ståhlboms & C.os Kvarn på byggnaden närmast Strömmen, numera restaurangskola. Byggnaden på andra sidan Västgötegatan, silon, är en byggnad med stort kulturhistoriskt värde. Båda ligger i industrilandskapet i centrala Norrköping. Silon är ritad av arkitekten Knut Pihlström och uppfördes 1925.  År 2003 utfördes en behövlig renovering av byggnaden under ledning av Fredrikssons Arkitektkontor. 
Byggnaden har innehållit en silo för säd, kontor och kvarnmästarens bostad. Den var utrustad med ett sinnrikt system av transportbanor och schakt under tiden den användes.   

## Byggnadernas historia
Verksamheten grundades 1863 av Edvard Ståhlbom (1840–93). Den ursprungliga verksamheten var spannmålsagentur och speditionsaffärer. Vid konsulns död övertogs verksamheten av änkan, Edla Ståhlbom och Malcolm Törnqvist, under namnet Ståhlbom & Co. Under 1890-talet tog bolaget över en äldre kvarnrörelse på platsen, med rötter från medeltiden. Kvarnen drevs med vattenkraft till 1920, då el installerades. Byggnaden inrymmer numera restaurangskola. 
Den nuvarande silobyggnaden uppfördes 1925 och verksamheten bedrevs fram till 1966. Därefter har kommunen varit ägare.